# Иероглифы вольных каменщиков. Масонство и русская литература XVIII — начала XIX века
«Иероглифы вольных каменщиков. Масонство и русская литература XVIII — начала XIX века» — книга литературоведа Всеволода Сахарова.

## Издание
Книга издана в 2000 году в издательстве «Жираф» и повествует о русском масонстве XVIII — начала XIX веков как об уникальном феномене отечественной культуры, духовности и первых общественных организациях. Благодаря архивным и печатным источникам, идёт представление этого неповторимого, уникального, с научной точки зрения явления, которое по новому раскрывается через метод научной реконструкции используемый автором. Книга хорошо изданная на мелованной бумаге, большого формата. Представлены портреты самых разных деятелей прошлого. Приведено некоторое количество выдержек из ритуалов и документов масонства.

## Содержание
Всеволод Сахаров стремится показать русское масонство отображённое в литературе своей самобытной и целостной художественной системой. Оно включает в себя прозу, поэзию, драматургию и публицистику. Создаёт свои собственные образы и символы, свой стиль и систему жанров, особый неповторимый язык, опирающийся на символику и традиционные знания масонства.
Тщательному рассмотрению подвергается не только творчество таких известных писателей-масонов, как М. А. Фонвизин, Н. И. Новиков, А. Н. Радищев, В. И. Майков, М. М. Херасков, но и масонские рукописи и переписка, хранящиеся в архивах Москвы, Санкт-Петербурга, Твери. Книга включает в себя более полную библиографию, большое количество цветных и черно-белых архивных иллюстраций и приложений. В книге публикуются некоторые отрывки из ритуальных масонских текстов.